# هاينز كمساري الحافلة (رواية)
هاينز كمساري الحافلة (بالإنجليزية: The Busconductor Hines)‏ هي رواية للكاتب الإسكتلندي جيمس كيلمان، نشرت عام 1984، عن دار نشر بوليغون بوكس.